# グロドミリャ島
グロドミリャ島（グロドミリャとう、Городомля）は、ロシア・トヴェリ州のヴァルダイ丘陵のセリゲル湖に浮かぶ島。

## 概要
現在では風光明媚な観光地として人気があるが、かつてこの島には生物兵器の開発やドイツ人達が隔離収容されていたという歴史を持つ。1946年末にドイツでV2ロケットの開発に携わった技術者達とその家族達が収容された。彼らは鉄条網で囲まれ、24時間監視下での生活を強いられた。(但し、待遇は同じ職位のソビエト人よりも高額だったとされる。)ドイツ人技術者達はここに設立されたNII-88の支所でG-1を始めとする複数のV2ロケットの発展型の開発を進めたものの、どれも実用化されず、それらの先進的な概念はソビエト人達が独自に開発したとされる開発した他のロケットに導入された。
1928年にソビエト政府は口蹄疫を研究するために生物学研究所を創設した。研究所の創設に先立ち島に居住していた僧侶達が立ち退かされ、反対する僧侶の一人が身投げして以来、この湖の周辺に幽霊が出没するという地元の伝説がある。現在入手可能な断片的な情報によれば創設された機構は口蹄疫や他の致死性ウイルスの軍事的な用途の開発と同様にワクチンの開発を行っていたとされる。1932年に口蹄疫に対するワクチンを開発してこの問題に関する国際会議を開催してドイツとフランスの科学者が出席したと伝えられる。別の資料によれば1935年頃以降、口蹄疫、ハンセン病、ペスト、野兎病などの病原体の実地試験を行っていたとされる。

## 文献
- Kurt, Magnus (1999). Raketensklaven. Deutsche Forscher hinter rotem Stacheldraht. Elbe-Dnjepr-Verlag. ISBN 9783421066350
- クルト・マグヌス 著、津守滋 訳『ロケット開発収容所・ドイツ人科学者のソ連抑留記録』サイマル出版会、1996年。ISBN 4-377-31074-7。